# Libri per tutti
Libri per tutti, que l'on pourrait traduire par « Des livres pour tous » en français, est une émission de télévision littéraire italienne diffusée de 1962 à 1963 sur Programma Nazionale, ancêtre de la Rai 1.

## Historique
Créée et présentée par le critique littéraire Luigi Silori, assisté de la comédienne Carla Bizzarri pour la lecture d'extraits de livres, l'émission, d'une durée de 60 minutes, était diffusée chaque mercredi soir à 10 heures et 25 minutes.
L'émission fait suite au retrait de l'émission littéraire Uomini e libri (« Des hommes et des livres » en français) de la grille des programmes de Programma Nazionale, émission présentée trois années durant par Luigi Silori de 1958 à 1961.

## Sources
- (it) Cet article est partiellement ou en totalité issu de l’article de Wikipédia en italien intitulé « Libri per tutti » (voir la liste des auteurs).